# الویس گونزالس والنسیا
الویس گونزالس والنسیا (اسپانیایی: Elvis González Valencia‎؛ زادهٔ ۱۲ اکتبر ۱۹۸۰) معروف به ال الویس (اسپانیایی: El Elvis‎) یکی از رهبران کارتل جنایی در خالیسکو مکزیک است. او بارها به جرم مدیریت تجارت بین‌المللی مواد مخدر دستگیر شده است و هر بار به دلیل «کمبود شواهد» آزاد گشته و تا به حال محکوم نشده است.